# میمون آنویا
میمون آنویا (نام علمی: Anoiapithecus brevirostris) نام یک گونه از تیره انسانیان است.